# Yue-Brennofen
Der Yue-Brennofen (chinesisch 越窑, Pinyin Yuè yáo, englisch Yue Kiln) an der Stätte der alten Yue-Keramikbrennöfen am Shanglin Hu ist für sein Seladon berühmt und bis auf die Zeit der Östlichen Han-Dynastie zurückgehender Keramikbrennofen aus der Zeit der Tang-Dynastie über die Fünf Dynastien bis zum Anfang der Song-Dynastie in Cixi, früher von Kreis Yuyao, in der chinesischen Provinz Zhejiang. Sie befinden sich am Shanglinhu-Reservoir (Shanglin Hu shuiku). In der alten Zeit gehörte der Ort zu Yuezhou 越州 (der „Yue-Präfektur“), daher der Name der Stätte.
Die Brennöfen in den Kreisen von Yuezhou der Zeit der Tang-Dynastie gehören alle zu den Yue-Brennöfen (aus den sieben Kreisen Kuaiji 会稽, Shanyin 山阴, Zhuji 诸暨, Yuyao 余姚, Shanxian 剡县, Xiaoshan 萧山 und Shangyu 上虞).
Der Farbton ihrer Glasurfarbe wird im Chinesischen als qīng (grünlich / bläulich) bezeichnet, mit einem leicht gelblichen Einschlag. Dort hergestellte Ware wurde auch in Pakistan, Iran, Ägypten und Japan entdeckt.
Die Stätte der alten Yue-Keramikbrennöfen am Shanglin-See in Cixi, Provinz Zhejiang, steht seit 1988 auf der Liste Denkmäler der Volksrepublik China (3-222).